# Grått hår

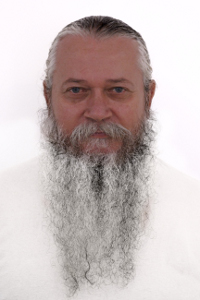
Grått huvudhår och skägg.

Grått eller vitt hår kallas hår som förlorat pigmenteringen, antingen till följd av åldrande (senil canities) eller i förtid (prematur canities). Det uppkommer på huvudhåret och övrig kroppsbehåring. Det kan förefalla vitt på grund av ljusbrytning, men är i själva verket ljust gult. Håret förefaller grått när det fortfarande finns pigmenterade hårstrån eller när pigmenteringen endast är nedsatt.
Håret förlorar pigmenteringen genom att hårfolliklarna förlorar sina melanocyter eller för att melaninproduktionen sätts ur spel (pigmentering sker i hårroten under hårstråets tillväxtfas). Uppkomsten av grått hår sker gradvis, som en normal del av åldrandet, genom att fler och fler hårstrån tappar melanocyterna eller fler och fler hårstrån får sämre melaninproduktion. När håren förlorar sitt pigment får de mer märg, varvid håret blir hårdare, talg produktion bryts ner helt och håret känns eller upplevs grövre.
Cellbiologiskt kan grånandet bero på att DNA:et får sämre förmåga att repareras, mindre telomeras, oxidativ stress, att enzymerna som är involverade i pigmenteringen tröttas ut, men också andra teorier förekommer vid sidan av dessa som konkurrerande eller samverkande förklaringar. Den mest utbredda uppfattningen härleder grånandet liksom andra åldersfenomen till fria radikaler vilken kan stödjas av att grått hår innehåller väteperoxid (H2O2).
Hårets grånande är en normal process under åldrandet, och börjar som regel vid tinningarna. Hos vithyade brukar håret börja gråna vid omkring 35 års ålder, medan det uppkommer hos mörkhyade omkring tio år senare. Grånande kan också uppkomma i förtid till följd av t.ex. sjukdomar, så kallad prematur canities, och definieras som att större delen av håret har grånat före 40 års ålder. Plötslig uppkomst av gråhårighet förekommer ibland vid trauman, sorg och hårdbantning. Sjukdomar som kan orsaka förtidig gråhårighet innefattar autoimmuna och endokrina sjukdomar som Addisons sjukdom, alopecia areata, giftstruma, prematur hypogonadism, men det kan också uppkomma ärftligt (autosomalt dominant). Vid vitamin B12-brist förekommer tillståndet tillsammans med hyperpigmentering av huden, men tillståndet kan då vara övergående. Det är minst vanligt bland mörkhyade personer och vanligast bland vita. Prematur canities har ett samband med osteopeni.